# Saladiense flórajárás
A Saladiense a Dél-Dunántúlt felölelő Praeilliricum flóravidék nyugati flórajárása. Az erős szubmediterrán hatás miatt többen máig az Illiricum flóratartomány részének tekintik (néhány évtizede ez a nézet még meglehetősen általános volt).
Jellemző erdőtársulásai a gyertyános és kocsánytalan tölgyesek, zalai bükkösök, cseres-tölgyesek; gyakori elegyfájuk a szelídgesztenye. Jellegzetes nyílt társulása a magyarcsenkeszes pusztai gyep. A legtöbb növénytársulás gyepszintjében gyakoriak a gyűrűvirágfélék, a berzedt galaj, a sávos here, a csenkeszfélék. 

## Földrajzi helyzete
Magyarországi része gyakorlatilag a Mura bal parti sík, az Egerszeg–Letenyei-dombság és a Kelet-Zalai-dombság a Principális-völggyel, ami elválasztja ezt a Zalai-dombság kisebb, a Praenoricum flóravidék göcseji flórajárásába sorolt nyugati részétől.
A dombvidék déli letörése (a Zákány-őrtilosi dombság) növényföldrajzilag már a nyugat-balkáni flóratartomány szlavóniai flóravidékéhez tartozik.

## Tájegységei
Növényföldrajzi szempontból megkülönböztetjük az
- Észak-zalai dombságot (Zalavári-hát),
- Dél-zalai dombságot (Zalaapáti-hát, Principális-völgy, Egerszeg–Letenyei-dombság, Mura bal parti sík) és a kettő között a

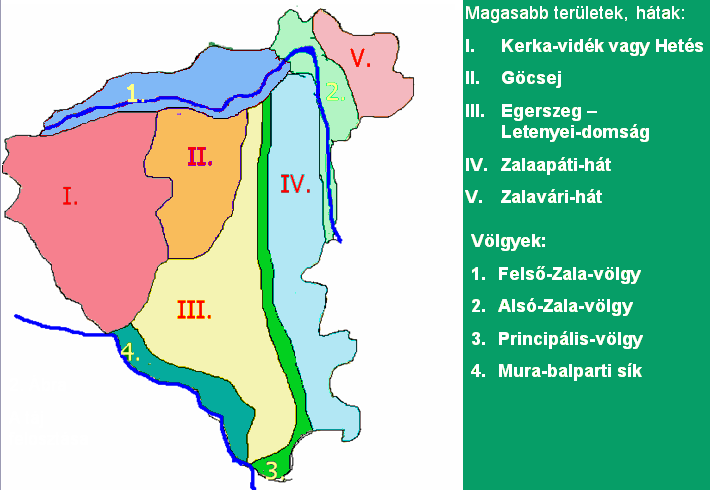
A Zalai-dombság felosztása

- Zala-könyök.

## Földtani felépítése
A hátakat fedő lösz a jégkorszakban rakódott le. Alóla a dombok lábainál felszínre bukkannak a késő pannóniai időszakban lerakódott folyóvízi (többé-kevésbé a Zalavári-háton), illetve tengeri üledékek (nagyjából a Zalaapáti-háton és attól nyugatra). A Zala-völgyet a folyó fiatal (jelenkori) ártéri üledékei töltik fel.

## Éghajlata
Az egész Dél-Dunántúlon itt a legerősebb a szubatlanti hatás, de a Dél-zalai dombságon még ennél is jelentősebb a szubmediterrán jelleg.

## Jellemző növénytársulások és fajok
Növényzete a  Pannonicum és az Illiricum flóratartomány közötti, másrészt a Praenoricum flóravidék felé mutató, átmeneti jellegű.

### Zalavári-hát
A szubatlanti klímának köszönhetően Északkelet-Zalában sok a dél-dunántúli dombvidéki bükkös.
Ennek gyepszintje a nodumtól a teljes borításig változik. Védett, jellemző növényei:
- zalai bükköny (Vicia oroboides),
- nőszőfű fajok (Epipactis spp.),
- madársisak fajok (Cephalanthera spp.),
- erdei ciklámen (Cyclamen purpurascens),
- farkasboroszlán (Daphne mezereum),
- lónyelvű csodabogyó (Ruscus hypoglossum).

A ciklámen, a zalai bükköny és a lónyelvű csodabogyó mellett további, szubmediterrán és balkáni elemek a bükkösök és gyertyános–tölgyesek aljnövényzetében:
- pirítógyökér (Tamus communis),
- tarka lednek (Lathyrus venetus)',
- díszes vesepáfrány (Polystichum setiferum),
- kispárlófű (Aremonia agrimonioides).

A száraz klímát kedvelő cseres-tölgyesek csak a déli lejtőkön, kisebb foltokban fordulnak elő. Jellemzően a cseres–tölgyesekben jelenik meg:
- királyné gyertyája (genyőte, Asphodelus albus)

## Zala-könyök
A meszes homokkövön növő mészkedvelő reliktum erdei fenyves aljnövényzetében nő:
- fűzlevelű ökörszem (Buphthalmum salicifolium); ezen kívül még Észak-Zalában, Göcsejben; a Bakonyalján és a Soproni-hegységben fordul elő.

Az égerligetekben megjelenő dealpin fajok:
- osztrák zergevirág (Doronicum austriacum)
- fehér acsalapu (Petasites albus)

## Dél-zalai dombság
A flórajárás déli és középső részén még érvényesülő atlanti jelleg, tehát a viszonylag sok csapadék hatására az alacsony dombvidéken is hatalmas bükkerdők nőnek.
Kiterjedt erdőtársulások:
- illír jellegű, de már ezüst hárs nélküli bükkös (Vicio oroboidi-Fagetum),
- gyertyános–tölgyes (Helleboro dumetorum-Carpinetum),
- tölgyelegyes bükkös zalai bükkönnyel (Vicia oroboides) és (tömegesen előforduló) erdei ciklámennel (Cyclamen purpurascens). A bükkösök jellemző alpi–nyugat-balkáni elemei:
- havasalji aggófű (Senecio ovirensis),
- osztrák zergevirág (Doronicum austriacum).

Délkelet-Zalára jellemző társulás az ezüsthársos-gyertyános tölgyes, amihez az észak-zalaiakhoz hasonló száraz gyepek kapcsolódnak. Ezek ritkább növényei:
- magas szárú kocsord (Peucedanum verticillare),
- hegyi gurgolya, avagy tömjénillat (Seseli libanotis; korábban Libanotis pyrenaica, Libanotis montana),
- havasalji aggófű (Senetio ovirensis),
- sárga len (Linum flavum),
- kosborok (Orchis spp.),
- bangók (Ophrys spp.),
- ágas homokliliom (Anthericum ramosum).

A kaszálórétek jellegzetes, dealpin faja:
- havasalji aggófű (Senecio ovirensis).

Nagykanizsa környékének meszes homokpusztáira jellemző:
- homoki csenkesz (Festuca vaginata)
- homoki árvalányhaj (Stipa sabulosa)

Főleg a Principális-völgyben (Nagykanizsa, Zalaszentmihály, Türje környékén) találunk átmeneti lápokat és lápréteket. Ezek jellemző növényei:
- kígyógyökerű keserűfű (Polygonum bistorta, dealpin faj);
- téli sás (Cladium mariscus, Zalaszentmihálynál).

Jóval ritkábbak a fűzlápok,
- tőzegeperrel (Comarum palustre).